# Primula palmata
Primula palmata är en viveväxtart som beskrevs av Hand.-mazz. Primula palmata ingår i släktet vivor, och familjen viveväxter. Inga underarter finns listade i Catalogue of Life.